# Canada Masters 2022
Canada Masters 2022 (cunoscut drept 2022 National Bank Open presented by Rogers din motive de sponsorizare) este un turneu de tenis disputat pe terenuri cu suprafețe dure, în aer liber, în perioada 8–14 august 2022, ca parte a US Open Series 2022. Turneul masculin are loc pe stadionul IGA din Montreal, iar cel feminin la Centrul Aviva din Toronto. Este cea de-a 132-a ediție a turneului masculin – un turneu Masters 1000 din Turul ATP 2022 și cea de-a 120-a ediție a turneului feminin – un turneu WTA 1000 din Turul WTA 2022.

## Campioni

### Simplu masculin
Pentru mai multe informații consultați Canada Masters 2022 – Simplu masculin

### Simplu feminin
Pentru mai multe informații consultați Canada Masters 2022 – Simplu feminin

### Dublu masculin
Pentru mai multe informații consultați Canada Masters 2022 – Dublu masculin

### Dublu feminin
Pentru mai multe informații consultați Canada Masters 2022 – Dublu feminin

## Puncte și premii în bani

### Distribuția punctelor
| Probă           | C    | F   | SF  | QF  | R16 | R32 | R64 | Q   | Q2  | Q1  |
| Simplu masculin | 1000 | 600 | 360 | 180 | 90  | 45  | 10  | 25  | 16  | 0   |
| Dublu masculin  | 1000 | 600 | 360 | 180 | 90  | 0   | N/A | N/A | N/A | N/A |
| Simplu feminin  | 900  | 585 | 350 | 190 | 105 | 60  | 1   | 30  | 20  | 1   |
| Dublu feminin   | 900  | 585 | 350 | 190 | 105 | 5   | N/A | N/A | N/A | N/A |

### Premii în bani
| Probă           | C        | F        | SF       | QF       | R16     | R32     | R64     | Q2      | Q1     |
| Simplu masculin | $915,295 | $499,830 | $273,320 | $149,085 | $79,745 | $42,760 | $23,690 | $12,135 | $6,355 |
| Simplu feminin  | $501,975 | $243,920 | $122,190 | $58,185  | $28,030 | $14,360 | $7,745  | $3,150  | $1,905 |
| Dublu masculin* | $280,830 | $152,550 | $83,790  | $46,230  | $25,420 | $13,870 | N/A     | N/A     | N/A    |
| Dublu feminin*  | $143,600 | $72,534  | $35,910  | $18,075  | $9,170  | $4,530  | N/A     | N/A     | N/A    |

*per echipă